# Fågelle
Fågelle, egentligen Klara Maria Sofia Andersson, född den 29 mars 1993, är en svensk musiker från Sennan, i Halmstadstrakten. Andersson startade i sina tonår popbandet Klara och drömmarna. Hon spelade sedan i punkbandet Poor Ducks och pluggade på Musikhögskolan i Göteborg. 2018 gav hon ut singeln Lite mer cool under namnet Fågelle; hon beskriver sin musik här som industriell noiserock med inslag av pop och poesi. Hon har samarbetat med producenten Henryk Lipp, och med Thåström som sjunger i hennes låt Kroppen. Kroppen finns på albumet Den svenska vreden, som utgavs 2023 och blev kritikerhyllat; på kritiker.se låg albumet bland årets bästa skivor med ett snittbetyg på 4,3. Hon har bott i Berlin och studerat på Universität der Künste.

## Diskografi

### Album
- 2019 – Helvetesdagar
- 2023 – Den svenska vreden[6]

### Singlar
- 2018 – Lite mer cool
- 2019 – Damm och saltvatten
- 2022 – Ingenting
- 2022 – Kär i vem som helst
- 2023 – Kroppen (med Thåström)[7]